# الهجوم (فلم)
الهجوم (بالإنجليزية: The Attack) هو فيلم دراما فرنسي/بلجيكي/قطري/مصري من إخراج زياد دويري، وقد تم إصدراه سنة 2012.

## طاقم التمثيل
| الممثل         | الدور         |
| -------------- | ------------- |
| علي سليمان     | أمين الجعفري  |
| رايموند أمسالم | سهام الجعفري  |
| يفغينيا دودينا | كيم           |
| دفير بينديك    | رافيد         |
| أوري غافرائيل  | الكابتن موشيه |
| ربى سلامة      | فاتن          |
| كريم صالح      | عادل          |
| نسرين سكسك     | ليلى          |
| باسم لولو      | ياسر          |
| عزرا داغان     | عزرا بنهايم   |
| رمزي المقدسي   | الكاهن        |

## وصلات خارجية
- مقالات تستعمل روابط فنية بلا صلة مع ويكي بيانات